# Ouvertyr
En ouvertyr (av franska ouverture, öppning, ibland stavat uvertyr) är ett kort instrumentalt stycke, vanligen för orkester, som spelas som öppning till musikteatraliska verk. En ouvertyr kan också vara ett kort fristående stycke för orkester.

## Historia
Redan de första operorna (från 1600-talet) brukade i regel föregås av en kort instrumental inledning, som vanligen kallades sinfonia. I Venedig utvecklades en mer utarbetad, flerdelad sinfoniatyp, som numera vanligen går under beteckningen venetiansk ouvertyr, vanligen med tempoföljden långsam - snabb - långsam, och i Rom en med den motsatta tempoföljden. I Frankrike, där sinfonian fick namnet ouverture (av det franska ordet för öppning), utvecklade Lully under Ludvig XIV:s tid den så kallade franska ouvertyren, som var ett högtidligt två- eller tredelat verk, med första del eller ytterdelar i pompöst punkterade rytmer och fugerad mittdel. I Neapel uppkom under 1700-talet den så kallade neapolitanska eller italienska ouvertyren, som i likhet med konsertformen var tredelad och bestod av två snabba delar med en långsam del i mitten.
I Mozarts senare operor utvecklades ouvertyren till att bli en musikalisk inledning, som till stämning eller teman hade ett nära samband med det efterföljande musikaliska dramat.
Under 1800-talet fick ouvertyren större dramatisk betydelse. Att den ansågs vara mycket viktig kan man se av att Beethoven komponerade inte mindre än fyra olika uvertyrer till sin Fidelio. I Wagners och Verdis operor har ouvertyren bytt namn till "förspel", och har en ännu friare uppbyggnad, ofta med stark motivmässig förankring i verket. I Othello tog Verdi det radikala greppet att slopa ouvertyren helt och kasta åskådaren direkt in i den dramatiska öppningsscenen - se vidare nedan.
I slutet av 1800-talet började operetten och opéra-comiquen använda sig av en enklare sorts ouvertyr, som ofta enbart länkade samman bekanta melodier från verket i en rapsodi. Denna modell har med undantag överlevt in i dagens musikaler. Samtidigt valde naturalistiska operaskapare som Giacomo Puccini att överge ouvertyren helt, för att i stället rikta sina krafter på scenhandlingen.
En del filmer har också ouvertyrer, särskilt äldre storproduktioner. Det är mycket ovanligt i filmer från efter 1970-talet. Ofta har dessa ouvertyrer klippts bort från video- och DVD-utgåvor, men i vissa DVD-utgåvor finns de kvar.

## Berömda ouvertyrer
Många ouvertyrer har vunnit popularitet som självständiga konsertverk, och ett fåtal har lyckats bli lika kända som (eller mer kända) än ursprunget. Exempel är:
- Gioacchino Rossinis ouvertyr till Wilhelm Tell
- Leonard Bernsteins ouvertyr till Candide
- Mozarts ouvertyr till Figaros bröllop
- Richard Wagners förspel till akterna i Lohengrin
- Georges Bizets ouvertyr till Carmen
- Andrew Lloyd Webbers ouvertyr till hans musikal The Phantom of the Opera
- Richard Wagners förspel till Tristan och Isolde
- Hector Berlioz ouvertyr till Romeo och Julia

## Icke-musikdramatiska ouvertyrer
Några tonsättare har skrivit rena orkesterverk som kallas för ouvertyrer. Dessa är ofta korta omväxlande stycken som påminner om de sceniska ouvertyrerna, exempelvis Brahms Ouvertyr till en akademisk högtid och Debussys Förspel till en fauns eftermiddag.
Under barocken användes ordet "ouvertyr" ofta som synonym till svit eller partita, detta eftersom inledningssatsen till ett sådant verk ofta benämndes just "ouvertyr". Formmässigt var en sådan sats ofta av typen fransk ouvertyr.
Under slutet av 1700-talet användes ordet "ouvertyr" ibland som synonym till vad som i våra dagar kallas symfoni.